# Langøret flagermus
Langøret flagermus (Plecotus auritus) er en flagermus, der er forholdsvis almindelig i Danmark. Den yngler f.eks. i kirketårne, redekasser, hule træer, kældre og stalde.

## Udbredelse
Langøret flagermus lever i størstedelen af Europa, mod nord til 63. nordlige breddekreds og mod øst til Ural og Kaukasus. I det sydligste Europa findes den meget spredt.
I Danmark er den udbredt i de fleste egne, bortset fra Nord- og Vestjylland. Den er ikke kendt fra Langeland. Almindeligst er den på Bornholm.

## Udseende
Ørerne er næsten lige så lange som kroppen, der måler cirka 45 mm i længden, ligesom halen. Oversiden er brun eller gråbrun, mens undersiden er gråhvid. Vingefanget er 25 cm og vægten 5-12 gram.

## Føde
Langøret flagermus lever som andre flagermus af insekter, men tager især natsommerfugle som ugler. Den fanger både byttet i luften og plukker det direkte fra blade og grene, mens den står stille i luften på svirrende vinger. De mindre insekter fortæres flyvende, mens de større bringes til en fast ædeplads. Til de stillesiddende insekter udnytter langøret flagermus sin passive hørelse, ikke sonaren, idet natsommerfugle ofte frembringer en summen, når de varmer op.

## Formering
Parringsperioden er fra efterår til forår, dog afbrudt af vinterdvalen. Hunnerne finder i yngletiden sammen i små grupper, barselskolonier. Her føder de i juli måned 1 eller 2 unger, der klynger sig fast til moderen for at die. Når hunnen skal ud og jage, efterlader hun ungen i "barselsstuen". Efter 6 uger er ungerne flyvefærdige og selvstændige. Hannerne er kønsmodne efter et år, mens hunnerne føder deres første unger efter 2 år.

## Billeder
- Tegning af Ernst Haeckel
- Tegning af Ernst Haeckel
- Træsnit af R. A. Sterndale, 1884